# Bran Muncimirović
Bran Muncimirović – książę serbski z dynastii Wyszesławiców, syn Muncimira, pretendent do tronu serbskiego.
Około 870 roku po tym, jak jego ojciec zwycięsko odparł najazd chana bułgarskiego Borysa I Michała, wraz z bratem Stefanem wydał pokonanemu władcy w stołecznym Rasie wziętych do niewoli jeńców wraz z symboliczną daniną. Około 891 roku jego starszy brat Pribisław objął tron serbski, rok później został jednak obalony przez Piotra Gojnikovicia. Pribisław wraz z braćmi zostali przez Piotra wygnani i schronili się w Chorwacji. Niedługo potem Pribisław i Stefan zmarli, Bran natomiast w 894/895 roku najechał na Serbię z zamiarem przejęcia tronu. Pokonany w bitwie, został wzięty do niewoli i oślepiony. Jego syna, Pawła, Piotr Gojniković oddał w niewolę carowi bułgarskiemu Symeonowi I.